# Неонацизм в Германии
Неонацизм в Германии представлен несколькими организациями и группами.
Нацизм как массовое движение фактически прекратил своё существование в 1945 году. Последователи нацистской идеологии существовали в Германии и позднее. С конца 1940-х годов в Западной Германии было образовано небольшое количество нацистских политических партий и других групп, часть из которых была позднее запрещена.
Параграфом 86а Уголовного кодекса Германии запрещена пропаганда антиконституционных организаций, большую часть которых составляют неонацистские организации. За изображение свастики предусмотрено наказание в форме тюремного заключения сроком до года.

## Идеология
В идеологию немецких неонацистских групп входит один или несколько из следующих элементов: ненависть к иностранцам, антисемитизм (включая идею существования всемирного еврейского заговора, отрицание Холокоста или преуменьшение его масштаба), расизм, милитаризм, восхищение эпохой нацизма и «военной доблестью» Германии во Второй мировой войне. Неонацисты часто занимаются историческим ревизионизмом, отрицая ответственность Германии за развязывание Второй мировой войны и оправдывая нацистские преследования евреев на основе имеющих по их убеждению место враждебных действиях или заявлениях евреев до или во время Второй мировой войны.
Присутствует идея «Четвёртого рейха», который рассматривается как прямое продолжение Третьего рейха. Предполагается восстановление власти национал-социалистов в самой Германии, обретение ею статуса ядерной сверхдержавы и последующее восстановление территории Германии в её границах по состоянию на 1937 год с использованием угрозы применения ядерного оружия.
Неоязыческие расистские группы развивают идеи рун, магии и мифологии скандинавских персонажей Вотана, Локи и Фенрира.

## История
При военном правительстве союзников сразу после Второй мировой войны любое проявление нацистской идеологии в Германии было запрещено и каралось. Зарождающиеся политические партии, которые выступали в качестве прикрытия для возрождения нацизма, были запрещены. Хотя опросы общественного мнения показали, что среди широких слоёв населения сохранялась сильная тенденция по признанию многих достижений Гитлера, однако не существовало никаких публичных каналов для выражения таких настроений. Когда в 1949 году были созданы два немецких государства ФРГ и ГДР, неонацизм получил развитие в Западной Германии, где были восстановлены открытая партийная политика и основные гражданские свободы. Первой крупной неонацистской организацией стала Социалистическая имперская партия, получившая 11 % голосов на выборах в Нижней Саксонии в 1951 году. Партия была запрещена в 1952 году в соответствии с положением в Конституции Западной Германии, которое запрещало политические партии, угрожающие либерально-демократическому строю.

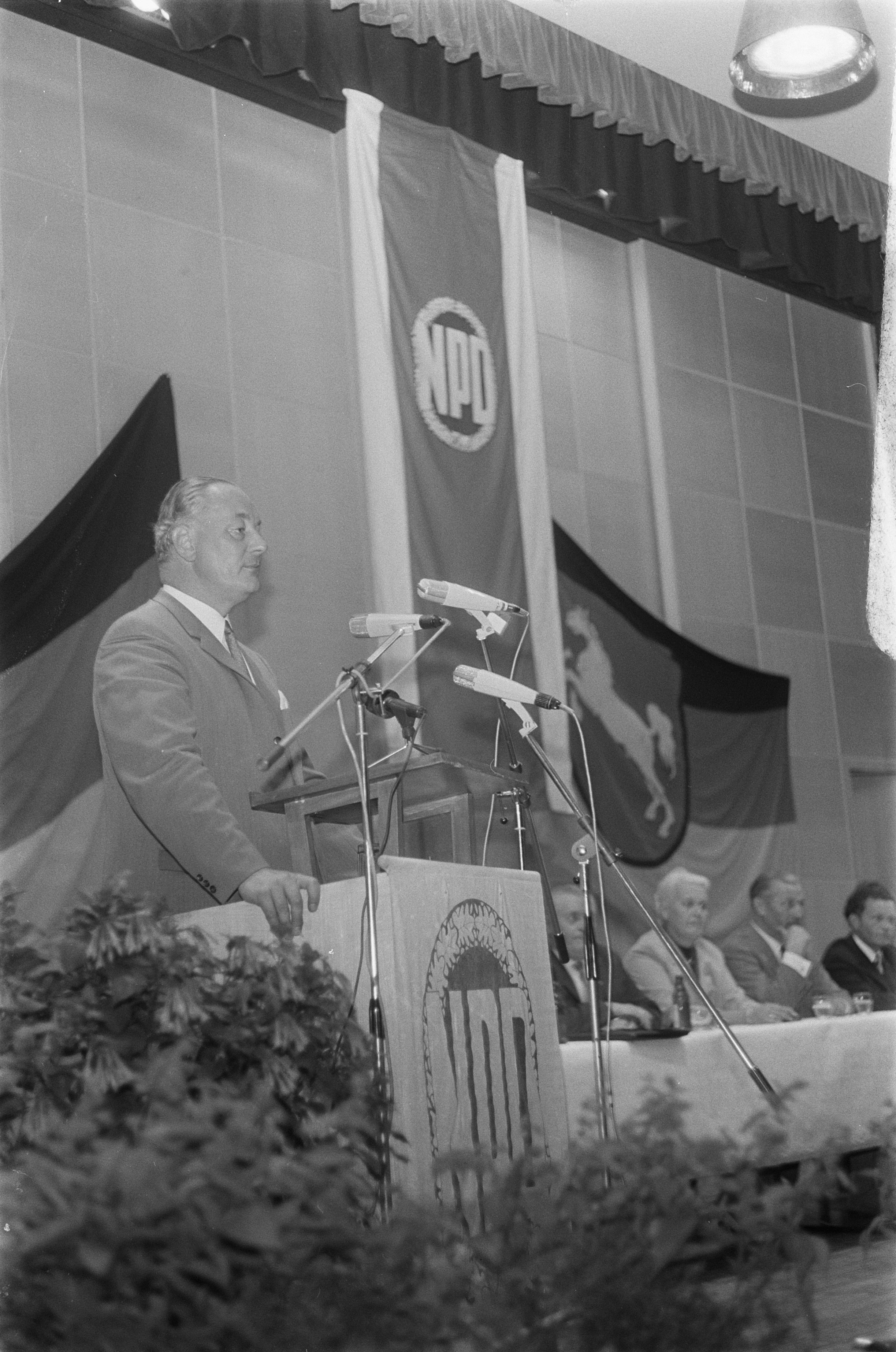
Адольф фон Тадден выступает на предвыборной встрече NPD в Нордхорне в 1969 году

Во время новой экономической неопределённости в 1960-х годах крайне правая Национал-демократическая партия (NPD) добилась умеренных успехов на некоторых местных и региональных выборах. Но она не смогла получить представительство в Бундестаге (федеральном парламенте), набрав всего 4,3 % голосов на выборах 1969 года.
После провала NPD на выборах 1969 года в Германии стали появляться небольшие группы, стремящиеся к возрождению нацистской идеологии. NPD раскололась, что привело к появлению военизированных Wehrsportgruppe. Эти группы попытались объединиться в национальную зонтичную организацию, Фронт действия национал-социалистов/Национальные активисты.
В 1980-х и 1990-х годах новые партии, такие как Республиканцы и Немецкий народный союз (DVU), смогли повторить местные и региональные успехи NPD. Публично эти партии дистанцировались от тирании и геноцида нацистского режима, но в частном порядке они извлекли выгоду из поддержки тех немцев, которые понимали их закодированный язык.
Неонацистские движения в Восточной Германии начинались как восстание против коммунистического режима; запрет нацистской символики помог неонацизму развиваться как антиавторитарному молодёжному движению.
После объединения Германии неонацизм снова получил развитие, особенно в экономически депрессивной бывшей Восточной Германии. В течение десятилетий коммунистический режим подавлял нацистские (или «фашистские») настроения, даже несмотря на то, что многие старые нацисты, которые были готовы сменить идеологию, нашли работу и получили влиятельные должности.
После падения социалистического блока иностранцы приняли на себя основную тяжесть всплеска неонацизма, но также имели распространение антисемитские граффити и вандализм. В 1990-е годы группировки неонацистской молодёжи в восточной Германии устраивали нападения на иммигрантов, оскверняли еврейские кладбища и вступали в столкновения со сторонниками левых взглядов и полицией. В течение 1990-х годов неонацистами и правыми экстремистами в Германии были убиты несколько иностранцев. Однако такие инциденты всегда сопровождались массовыми контрдемонстрациями, показывающими, что гораздо больший процент населения воспринимает рост неонацизма негативно. По оценке немецкого Федерального ведомства по охране конституции Германии, в 2000 году действовало около 150 неонацистских объединениях с общей численностью около 2000 активных членов, не включая более многочисленные, но гораздо менее организованные банды скинхедов и музыкальные группы. Самое широкое влияние неонацистов в новейшее время может исходить из Интернета, где во второй половине 2002 года агентства, отвечающие за защиту конституции, насчитали 920 сайтов, посвящённых правому экстремизму и неонацизму в Германии.